# Wargame: European Escalation
Wargame: European Escalation è un videogioco strategico in tempo reale sviluppato dalla Eugen Systems e pubblicato dalla Focus Home Interactive il 23 febbraio 2012. Il videogioco si svolge in Europa durante gli anni della Guerra Fredda, specificatamente nel decennio 1975-1985. Le fazioni giocabili in Wargame: European Escalation sono il Patto di Varsavia, ulteriormente suddiviso in Unione Sovietica, Repubblica Popolare di Polonia, Germania dell'Est e Cecoslovacchia; e la NATO, che è suddivisa in Stati Uniti d'America, Regno Unito, Francia e Germania dell'Ovest. Sono state distribuite quattro espansioni per il gioco: New Battlefields, Conquest, Commander, Fatal Error. È inoltre prevista una quinta espansione intitolata Airland Battle.